# Juryzdyka
Juryzdyka – wieś w Polsce położona w województwie podlaskim, w powiecie augustowskim, w gminie Nowinka.
W latach 1975–1998 miejscowość administracyjnie należała do województwa suwalskiego.